# Microbathyphantes
Microbathyphantes is een geslacht van spinnen uit de familie hangmatspinnen (Linyphiidae).

## Soorten
De volgende soorten zijn bij het geslacht ingedeeld:
- Microbathyphantes aokii (Saito, 1982)
- Microbathyphantes palmarius (Marples, 1955)
- Microbathyphantes spedani (Locket, 1968)
- Microbathyphantes tateyamaensis (Oi, 1960)